# Fast ejendom
Fast ejendom er et juridisk begreb for et afgrænset jordstykke, en parcel, med de opførte bygninger, faste træer og buske samt stikledninger i jorden. Det angår altså noget fysisk. En fast ejendom er entydigt defineret ved begrebet Bestemt Fast Ejendom (BFE), som er registreret i Matrikelregisteret, der administreres af Geodatastyrelsen. Begrebet samler ejendomsbegreberne Samlet Fast Ejendom, Bestemt Fast Ejendom (gl.) og Vurderingsejendom. Begrebet Samlet Fast Ejendom anvendes i Udstykningsloven om jordstykker (matrikelnumre), som ønskes noteret samlet.
Ejendomsretten til fast ejendom fremgår af Tingbogen.